# 2013年の野球
2013年の野球（2013ねんのやきゅう）では、2013年の野球界における動向をまとめる。
2012年の野球 - 2013年の野球 - 2014年の野球

## できごと

### 1月
- 1月3日 - 【独立】前オリックスの甲斐拓哉がベースボール・チャレンジ・リーグ、信濃グランセローズに入団[1]
- 1月6日 - 元読売ジャイアンツ、ハンファ・イーグルスで、前年まで2年間斗山ベアーズで二軍投手コーチの趙成珉がソウル市内で自殺（享年39）[2]
- 1月7日 - 【WBC】WBC日本代表の候補だった中日ドラゴンズの吉見一起が右肘の不安を理由に代表を辞退[3]
- 1月10日 - 日本野球規則委員会が公認野球規則の一部改正を発表。投手の義務について、すでに試合に出場している投手が、イニングの初めにファウルラインを横切れば、その投手は第1打者がアウトになるか、一塁に達するまで投球する義務を課す条文を追加。またアマ側ではBFJ公認の木製バットの導入を決定[4][5]
- 1月16日 - 【JABA】JR西日本硬式野球部が今シーズンからの活動再開を所属する広島県野球連盟に届け出た。同チームは2005年4月に発生したJR福知山線脱線事故を受け、同年7月に活動を休止していた[6]1月31日にJABAから正式に活動再開が承認された[7]
- 1月17日 - 【JWBL】日本女子プロ野球機構は、リーグ創設4年目となる2013年シーズンより、従来の京都アストドリームス・兵庫スイングスマイリーズ・大阪ブレイビーハニーズ3球団を、ノースレイア（北日本）・イーストアストライア（東日本）・ウエストフローラ（西日本）・サウスディオーネ（南日本）の計4球団に再編[8]さらにリーグの略称が「GPBL」から「JWBL」に変更されることも明らかになった[9]
- 1月22日 - 【大学】全日本大学野球連盟はの理事会で、日本代表の新監督に明大監督の善波達也を選出。任期は3年間[10]
- 1月25日 - 【高校】第85回記念選抜高等学校野球大会の出場36校が決定[11]
- 1月28日 - 【KBO】韓国野球委員会は2014年より参入する新球団の親会社をKTに制定。2014年より2軍、翌15年より1軍に参加予定[12]
- 1月31日 - 【高校】日本学生野球協会は2011年8月から12月の間に部員が路線バス内で障害者にいやがらせをした龍野高等学校に対し、約半年間の対外試合禁止処分を下した[13]

### 2月
- 2月13日 - 【高校】岡山県立岡山操山高校野球部マネジャーの男子生徒が2012年7月に自殺していた事がわかった。監督の男性教諭の厳しい指導が原因とみられる[14]
- 2月20日
  - 【WBC】WBC日本代表の最終選抜メンバー28人が決定[15][16]
  - 【高校】日本高校野球連盟はの臨時審議委員会で、2011年に野球部員死亡事件があった青森山田高校を厳重注意とすることを決定[17]

### 3月
- 3月1日
  - 【社会人】日本野球連盟が公益法人制度改革に伴い、財団法人から公益財団法人に移行[18]
  - 【高校】和歌山県立箕島高等学校野球部の新監督に、同校元監督尾藤公の長男で、同校野球部OBでコーチの尾藤強が就任[19]
  - 【高校】日本学生野球協会の審査室会議で豊国学園（福岡）と岡崎商（愛知）に3ヶ月の対外試合禁止処分、浜松商（静岡）の監督と副部長に謹慎処分をはじめ高校20件の処分を決めた[20]
- 3月3日 - 【高校】PL学園硬式野球部で部内暴力により、春季大阪大会を出場辞退していたことが分かった。今後高野連に処分の審議の見通し[21]
- 3月4日 - 野村克也が、日本体育大学の客員教授に就任[22]
- 3月6日 - 【高校】高野連は審議小委員会を開き日本学生野球協会審議室でPL学園を有期の対外試合禁止処分相当で上申することを決めた[23]
- 3月9日 - 【WBC】第2ラウンド1組の敗者復活1回戦、キューバ対チャイニーズタイペイ戦（東京ドーム）はキューバがチャイニーズタイペイに14対0で7回コールド勝ちし、チャイニーズタイペイは2次ラウンド敗退[24]
- 3月10日 - 【WBC】第2ラウンド1組、日本対オランダ戦（東京ドーム）で日本が16対4で7回コールド勝ちし、決勝トーナメントに進出[25]
- 3月12日 - 【WBC】第2ラウンド1組最終戦、日本対オランダ戦（東京ドーム）は日本が10対6で勝利し、1位通過で決勝トーナメントへ進出[26]
- 3月14日 - 【社会人】第68回JABA東京スポニチ大会最終日が明治神宮野球場で行われ、決勝ではHondaが5体3でJX-ENEOSを破り初優勝。10月28日開幕の日本選手権出場権を獲得した（2大会連続17回目）[27]
- 3月15日 - 【WBC】第2ラウンド2組敗者復活戦、アメリカ対プエルトリコ戦（マーリンズ・ボールパーク）が行われ、プエルトリコが4対3で勝利し初の準決勝進出。アメリカは第2ラウンド敗退[28]
- 3月16日 - 【WBC】WBCにキューバ代表で出場していたヤディエル・ペドロソがキューバ国内で交通事故により死去（享年26）[29]
- 3月17日 - 【WBC】決勝トーナメント第1日・準決勝日本対プエルトリコ戦（サンフランシスコ・AT&Tパーク）は3対1でプエルトリコが勝利し、初の決勝進出。日本の大会3連覇は成らなかった[30]
- 3月18日
  - 【台湾】兄弟エレファンツは監督の陳瑞振の退任と、新監督にWBCチャイニーズタイペイ代表の監督の謝長亨の就任を発表[31]
  - 【WBC】決勝トーナメント第2日・準決勝ドミニカ対オランダ戦（AT&Tパーク）は4対1でドミニカが勝ち、初の決勝進出を決めた[32]
- 3月19日 - 【WBC】WBC決勝がAT&Tパークで行われ、ドミニカがプエルトリコを3対0で勝利し、大会初優勝[33]
- 3月20日
  - 【KBO】ロッテ・ジャイアンツはクリス・オクスプリングの獲得を発表[31]
  - 【WBC】2013ワールド・ベースボール・クラシックの表彰選手が発表され、最優秀選手にはロビンソン・カノが選ばれた。ベストナインには、日本からは投手で前田健太と指名打者で井端弘和が選出[34]
- 3月22日 - 阪神甲子園球場で第85回記念選抜高等学校野球大会が開幕。
- 3月23日 - 【高校】第85回記念選抜高等学校野球大会で選抜大会史上初の21世紀枠出場校同士の対戦が行われ、北海道の遠軽が福島県のいわき海星に3対0で勝利し、遠軽は高校野球史上最北の勝利校となる。試合時間76分は戦後では最短時間[35]
- 3月29日 - 【独立】富山サンダーバーズが第3回WBCイタリア代表のルカ・パネラーティの入団を発表。

### 4月
- 4月3日 - 【高校】第85回記念選抜高等学校野球大会の決勝戦が阪神甲子園球場で行われ、埼玉県の浦和学院が愛媛県の済美に17対1で勝利し初優勝達成。埼玉県勢の優勝は1968年（第40回）以来45年ぶり[36]2回目。決勝戦での16点差勝利は2006年（第78回）の21点差に次ぐ大会史上2番目の得点差試合[37]。
- 4月5日 - 【大学】東京六大学野球の法大の監督の金光興二が辞任[38]。
- 4月8日
  - 【大学】 東京六大学野球の法大は監督を辞任した金光興二の後任として、監督代行の神長英一の監督就任を発表[39]。
  - 【独立】元横浜ベイスターズの大家友和がBCリーグの富山サンダーバーズへ入団[40]。
- 4月9日
  - 【高校】日本学生野球協会の審査室会議が開催され、野球部内での暴力事件が発覚したPL学園野球部に対して『平成25年2月24日から8月23日までの6ヶ月間、公式戦及び非公式戦を含む対外試合を禁止する』処分を科した。これによりPL学園は第95回全国高等学校野球選手権大会大阪府大会に出場不可能となった[41]。
  - 【JABA】第60回JABA静岡大会の準決勝と決勝戦が浜松市営球場で行われ、JR東海が延長11回タイブレーク、3対2で富士重工業に勝利し初優勝。10月28日開幕の日本選手権出場権を獲得した（2大会連続12回目）[42]。また、第42回JABA四国大会最終日、松山中央公園野球場で準決勝・決勝が行われ、決勝ではJR東日本が3対1でNTT西日本に勝利し初優勝。日本選手権出場権を獲得した（2大会連続6回目）[43]。
  - 【大学】監督人事で内紛が続いていた、東京6大学野球の法大の新監督に助監督の神長英一が就任[44]
- 4月13日 - 【米独立】元日本ハムの松家卓弘が米国独立リーグアメリカン・アソシエーション・ゲーリーと契約[45]
- 4月14日
  - 【IBAF】国際野球連盟(IBAF)総会が東京都内で開かれ、IBAFと国際ソフトボール連盟(ISF)が2020年夏季オリンピックにおいての野球・ソフトボールの競技復活を目指すべく両競技団体統合による世界野球ソフトボール連盟(WBSC)の設立を発表[46]また同総会にて、2015年より4年に1度開催する国際大会「プレミア12」を立ち上げ、第1回大会を日本で開催する方針も発表された[47]
  - 【IBAF】国際野球連盟(IBAF)が発表した2012年表彰選手に、18歳以下の男子年間最優秀選手に阪神タイガースの藤浪晋太郎、女子年間最優秀選手には尚美学園大学の磯崎由加里が選出された[48]
  - 【JABA】第36回JABA日立市長杯争奪大会最終日、日立市民球場で準決勝・決勝が行われ、決勝では三菱重工神戸が3対0で日立製作所に勝利し初優勝、10月28日開幕の日本選手権出場権を獲得した（3大会ぶり19回目）[49]
- 4月15日 - 【JABA】第55回JABA長野県知事旗争奪野球大会最終日、長野オリンピックスタジアムで準決勝・決勝が行われ、決勝では新日鐵住金かずさマジックが3対1で東京ガスに勝利し、7年ぶり2回目の優勝、10月28日開幕の日本選手権出場権を獲得した（3大会連続7回目）[50]
- 4月16日
  - 日本政府は巨人終身名誉監督の長嶋茂雄と、元巨人などの松井秀喜に対し国民栄誉賞授与することを正式決定[51]
  - 【JABA】第56回JABA岡山大会最終日、倉敷マスカットスタジアムで準決勝・決勝が行われ、決勝ではJR東日本が5対4で伯和ビクトリーズに勝利し、初優勝。JR東日本は既に四国大会優勝で日本選手権出場権を得ており、所属する関東地区からの最終予選突破枠が1つ拡大される[52]なお、4月15日の予選リーグで、JR東日本の杉山佳祐が対九州三菱自動車戦で大会史上43年ぶり4人目のノーヒットノーランを記録している[50]
  - 【独立】BCリーグの信濃グランセローズは、前DeNAのブランドン・マンと正式契約、入団会見を行う[53]
- 4月21日 - 【大学】東京六大学野球]季リーグ戦で早大3年の高梨雄平が対東大戦で完全試合を達成。リーグ戦史上3人目[54]
- 4月26日 - 【高校】第95回全国高等学校野球選手権大会（阪神甲子園球場、8月開催）の運営委員会が開かれ、前回大会まで2日間に2試合ずつ行っていた準々決勝について、今大会から1日で4試合すべて実施し、準々決勝と準決勝の間を休養日とすることを決定[55]
- 4月27日 - 【大学】早大が対明大戦（神宮）に10対1で勝利し、東京六大学野球リーグ史上初の通算1200勝[56]

### 5月
- 5月2日 - 【JABA】第64回JABA京都大会は日本生命がパナソニックに7回コールドで7対0で勝利し、6大会ぶり9度目の優勝達成[57]
- 5月3日 - 【KBO】斗山ベアーズの洪性炘が対LGツインズ戦の8回に韓国プロ野球通算2500塁打、史上18人目[58]
- 5月5日
  - 【JABA】第66回JABAベーブルース杯争奪大会はJR東海がNTT東日本に6対0で勝利し、13大会ぶり2度目の優勝達成[59]
  - 【台湾】Lamigoモンキーズの林智勝が中華職業棒球通算1000安打、史上13人目で球団初。837試合での達成はリーグ史上最速記録[60]
- 5月6日 - 【KBO】SKワイバーンズの宋恩範と投手1名と、起亜タイガースの 金相賢の2対1の交換トレードが発表[60]
- 5月7日 - 【KBO】韓国野球委員会は新参入のKTの球団名を「Wiz（ウィズ）」と発表。2014年度より2軍、2015年より1軍に参加の予定[60]
- 5月12日 - 【JABA】第66回JABA九州大会の決勝戦はHonda熊本が沖縄電力に5対1で勝利し初優勝達成。[61]第44回JABA東北大会の決勝戦はJX-ENEOSが新日鐵住金鹿島を8回コールド、10対3で勝利し2度目の優勝達成[62]
- 5月18日 - 【大学】関西学生野球春季戦は近大が同大に2対0で勝利し、近大が8季ぶり44度目のリーグ優勝達成[63]
- 5月21日 - 【大学】関西六大学野球春季戦は京産大が龍谷大に4対2で勝利し、2季連続9度目のリーグ優勝達成[64]
- 5月23日 - 【独立】BCリーグの信濃グランセローズは元テキサス・レンジャースの大塚晶文の入団を発表[65]
- 5月26日 - 【大学】阪神大学春季戦は天理大学が大阪体育大学に2対0で勝利し、16季ぶり14度目の優勝達成[66]
- 5月27日
  - 【大学】愛知大学春季戦は愛知大学が名古屋商科大学に1対0で勝利し、7季ぶり11度目の優勝達成[67]
  - 【大学】福岡六大学春季戦は九州産業大学が九州共立大学に勝利した為、この日試合のなかった福岡工業大学の16季ぶり10度目の優勝達成[68]
- 5月28日 - 【大学】東京六大学春季戦は明治大学が法政大学に3対2で勝利し、明大が3季ぶり35度目の優勝達成[69]
- 5月30日 - 【大学】東都大学野球春季戦は亜細亜大学が中央大学に6対1で勝利し、亜細亜大が4季連続21度目の優勝達成。4連覇は同リーグ史上3校目[70]

### 6月
- 6月5日 - 【KBO】2011年に起きた韓国プロ野球選手会の使途不明金問題で引退状態に追い込まれていた、NCダイノスの孫敏漢（2011年はロッテ・ジャイアンツ所属）が2009年以来1378日ぶりにSKワイバーンズで登板し、5回1失点の内容で勝利投手となる[71]
- 6月7日 - 【独立】BCリーグの石川ミリオンスターズは、8日付で監督の森慎二を監督兼任投手として選手登録する事を発表。森は3年ぶりの現役復帰[72][73]
- 6月8日 - 【KBO】斗山ベアーズの洪相三が前日の試合に続いて、対三星ライオンズ戦の延長10回にサヨナラ本塁打を打たれる。2試合連続被サヨナラ本塁打は韓国プロ野球史上初[71]
- 6月10日 - 【JABA】第84回都市対抗野球大会予選が終了した。初出場チームはなく、最多出場・最長連続出場は大阪市・日本生命の11年連続55回目。前回大会優勝の横浜市・JX-ENEOSと予選勝ち上がりの31チームの計32チームが7月12日開幕の本大会に出場する[74]
- 6月13日 - 【台湾】統一セブンイレブン・ライオンズ対義大ライノズ戦が1回裏降雨コールド。この試合の1回表、統一の陳鏞基が試合が成立していればリーグ史上初となる初回先頭打者初球本塁打を記録したが幻となった[75]
- 6月16日
  - 【独立】新潟アルビレックスBCが対群馬ダイヤモンドペガサス戦で10対7で勝利し、BCリーグ上信越地区前期優勝達成[76]
  - 【大学】第62回全日本大学野球選手権大会の決勝戦は上武大学が亜細亜大学に6対5で勝利し、関甲新学生野球連盟所属として初めての優勝[77]
- 6月18日 - 【高校】日本学生野球協会は、高校の不祥事17件の処分を決めた[78]
- 6月19日 - 【高校】日本高校野球連盟は、盗みの不祥事を5ヶ月間報告をしなかった京都翔英高等学校の日本学生野球協会審査室会議に上申することを決めた[79]。
- 6月20日
  - 【KBO】三星ライオンズの李承ヨプが対SKワイバーンズ戦で韓国プロ野球新記録の通算352本塁打[80]
  - 【台湾】義大ライノズのマニー・ラミレスが「家族が恋しくなった」として退団[81]
- 6月23日 - 【独立】香川オリーブガイナーズが愛媛マンダリンパイレーツに5対4で勝利し、前期優勝達成[82]
- 6月30日 - 【独立】2位の富山サンダーバーズが新潟アルビレックスBCに敗れたため、石川ミリオンスターズのBCリーグ北陸地区前期優勝が決定[83]

### 7月
- 7月11日 - 【大学】第39回日米大学野球選手権の最終戦が行われ、日本が7対4でアメリカに勝利し、通算3勝2敗で2大会ぶり17度目の優勝[84]
- 7月17日 - 【台湾】Lamigoモンキーズの林智勝が対義大ライノズ戦後に車を運転中にタクシーと衝突、左ひざじん帯断裂で今季絶望[85]
- 7月18日 - キューバのアマチュア野球連盟が国外のプロリーグへの選手派遣を認めた事をイタリアとベネズエラの報道が伝えた[86]
- 7月19日
  - 【高校】日本学生野球協会は高校の不祥事13件の審議を行った。館山総合高等学校（千葉）と相生学院高等学校（兵庫）に対外試合禁止処分を課した[87]
  - 【台湾】義大ライノズの監督の徐生明が対統一セブンイレブン・ライオンズ戦で中華職業棒球大聯盟初の監督として600勝[85]
- 7月20日 - 【台湾】統一セブンイレブン・ライオンズの潘威倫が対義大ライノズ戦で中華職業棒球大聯盟新記録の通算109勝[85]
- 7月23日 - 【JABA】第84回都市対抗野球大会の決勝戦が東京ドームで行われ、大会史上初の2年連続で同じ組み合わせとなったJX-ENEOSとJR東日本の試合は3対1でJX-ENEOSが勝利し、11度目の優勝。2年連続優勝はJX-ENEOSの前身の日本石油が1961、62年に達成して以来51年ぶり[88]最優秀選手賞の橋戸賞はJX-ENEOSの大城基志が2年連続で受賞[89]
- 7月28日 - 【高校】全国高等学校野球選手権広島大会の決勝戦、新庄高対瀬戸内高戦は延長15回、0対0の引き分け再試合[90]

### 8月
- 8月2日 - 【大学】関西学生野球連盟所属の近畿大学の部員が窃盗容疑で逮捕された事を受けて、同大学は野球部の秋季リーグを辞退と、3カ月の活動停止処分を発表[91]
- 8月4日 - 【台湾】統一セブンイレブン・ライオンズは監督の中島輝士と投手コーチの紀藤真琴の休養を発表[92]
- 8月8日 - 【高校】第95回全国高等学校野球選手権大会が阪神甲子園球場で開幕。
- 8月9日 - 【台湾】統一セブンイレブン・ライオンズの張泰山が対兄弟エレファンツ戦で、9回裏満塁の場面で三塁強襲の適時打を放ち、中華職業棒球大聯盟史上初の2000本安打達成[93]
- 8月14日 - 【独立】BCリーグの群馬ダイヤモンドペガサスは前阪神タイガースの小林宏之を獲得したことを発表[94]
- 8月22日 - 【高校】第95回全国高等学校野球選手権大会の決勝戦が阪神甲子園球場行われ、群馬県の前橋育英が宮崎県の延岡学園に4対3で勝利し、初出場で初優勝達成[95]
- 8月24日 - 【台湾】義大ライノズ監督の徐生明が対兄弟エレファンツ戦の試合後に自宅近くを散歩、ジョギングの後に帰宅後に心筋梗塞で急死[96]
- 8月31日 - 【台湾】義大ライノズの希克が調子が落としてるとの理由で、契約解除。この時点で防御率2.70で、この後防御率が上位の選手の防御率が落ち、この年の最優秀防御率を獲得の珍事[97]

### 9月
- 9月6日 - 【独立】BCリーグの上信越地区は新潟アルビレックスBCが富山サンダーバーズに7対5で勝利し、2位の信濃グランセローズが敗れたため、前期に続き後期優勝[98]
- 9月9日 - 【JABA】第38回全日本クラブ野球選手権大会（西武ドーム）は、決勝戦で和歌山箕島球友会（西近畿）がミキハウスREDS（東近畿）を2対0で勝利し、7年ぶり2度目の優勝達成[99]
- 9月10日 - 【高校】野球部員が入浴女性盗撮とLINEで転送していた山口県立華陵高等学校に対して3カ月間、対外試合を禁止する処分を発表した[100]
- 9月11日 - 【独立】BCリーグ石川ミリオンスターズの南和彰が通算1000投球回[101]
- 9月13日 - 【台湾】義大ライノズの新監督に曾智偵が就任[102]
- 9月14日
  - 【独立】四国アイランドリーグplusの徳島インディゴソックスが愛媛マンダリンパイレーツと引き分け、後期優勝[103]徳島の半期優勝は5期ぶりで、後期は初めて。
  - 【高校】高校野球の不祥事22件の処分を発表した。松江高専（島根）が部内でいじめがあったとして6ヶ月の対外試合禁止を下した[104]。
- 9月17日 - 【高校】来春開催予定の第86回選抜高等学校野球大会の運営委員会が開かれ、今夏の選手権大会より導入された準々決勝の翌日の休養日を選抜大会でも設ける事を決定[105]
- 9月25日 - 【独立】BCリーグの北陸地区は福井ミラクルエレファンツが富山サンダーバーズに5対2で勝利し、4年連続となる後期優勝[106]
- 9月26日 - 【社会人】日本野球連盟は社会人登録を抹消せずにロサンゼルス・ドジャースとマイナー契約をしたエディオン愛工大OBブリッツの沼田拓巳を再登録を認めない連盟からの除名処分とし、同部長の金森伸夫を指導、管理不十分として謹慎6カ月とした[107]
- 9月28日 - 【独立】BCリーグチャンピオンシップの上信越地区第1戦で新潟アルビレックスBCが群馬ダイヤモンドペガサスに3対1で勝利し地区優勝達成[108]

### 10月
- 10月1日 - 【独立】BCリーグ北陸地区チャンピオンシップは、前期優勝の石川ミリオンスターズが後期優勝の福井ミラクルエレファンツに7対2で勝利し、通算成績を2勝1敗1分として2年ぶりとなる北陸地区年間優勝達成[109]
- 10月2日 - 【KBO】三星ライオンズが対ロッテジャイアンツ戦に9対2で勝利し、三星が3年連続リーグ優勝達成[110]
- 10月3日 - 【高校】 東京国体の高校野球（硬式）の決勝戦は大阪府の大阪桐蔭と東京都の修徳が9回、10対10の引き分けに終わり、規定により両校優勝。大阪桐蔭は2年連続、修徳は初優勝[111]
- 10月4日 - 【台湾】元ロサンゼルス・ドジャースの郭泓志が義大ライノズに入団、3年契約総額4080万台湾ドルは台湾史上最高額[110]
- 10月5日 - 【独立】四国アイランドリーグplusのリーグチャンピオンシップ第5戦がオロナミンC球場で行われ、後期優勝の徳島インディゴソックスが前期優勝の香川オリーブガイナーズに8対0で勝利し、通算成績を3勝0敗として2年ぶり2度目の年間総合優勝[112]
- 10月7日
  - 【大学】九州六大学リーグは福岡大が九国大に8対2で勝利し、2季連続52度目の優勝達成[113]
  - 【大学】東京六大学リーグで慶大の加嶋宏毅が対東大戦で1与四球の準完全試合となるノーヒットノーランを達成、史上23人目（24度目）[114]
- 10月8日 - 【韓国】準プレーオフで、ネクセン・ヒーローズが斗山ベアーズに延長14回サヨナラ勝ち。3戦連続サヨナラ勝ちは韓国プロ野球ポストシーズンゲーム史上初[97]
- 10月10日 - 【独立】BCリーグの群馬ダイヤモンドペガサスは新監督に川尻哲郎が就任する事を発表[115]
- 10月11日 - 【高校】日本学生野球協会は佐世保実業高等学校（長崎）の前監督が虚偽報告で無期限謹慎処分、倉吉北高等学校（鳥取）は部内暴力と喫煙で1年間の対外試合禁止処分を発表した[116]。
- 10月13日
  - 【独立】BCリーグのリーグチャンピオンシップ第3戦がハードオフエコスタジアム新潟でおこなわれ、北陸地区優勝の石川ミリオンスターズが上信越地区優勝の新潟アルビレックスBCに3対0で勝利し、通算成績を3勝0敗として2年ぶり2度目の年間総合優勝[117]。
  - 【台湾】Lamigoモンキーズが対兄弟エレファンツ戦に勝利し、下季リーグ優勝達成[97]
- 10月14日 - 【国際】中国の天津市で行われた東アジア競技大会の野球の決勝戦は、日本が韓国に4対2で勝利し優勝達成[118]
- 10月15日
  - 【国際】NPBは代表チームのコーチ陣を発表。ヘッドコーチに奈良原浩、投手コーチに鹿取義隆、打撃コーチに稲葉篤紀とアマチュア日本代表の小島啓民、バッテリーコーチに矢野燿大、内野守備走塁コーチに仁志敏久、外野守備走塁コーチに村松有人がそれぞれ就任[119]。
  - 【大学】関西六大学野球リーグは大商大が京産大に5対0で勝利し42季ぶり11度目の優勝達成[120]
- 10月16日 - 【大学】関西学生野球秋季リーグは関学大が関大に4対0で勝利し、2季ぶり14度目の優勝達成[121]
- 10月17日 - 【大学】東都大学野球秋季リーグは亜大が国学院大に4対3で勝利し、リーグ史上初の5季連続優勝達成[122]
- 10月21日 - 【大学】首都大学野球の秋季リーグは東海大が日体大に4対2で勝利し、10戦全勝で2季ぶり65度目の優勝達成[123]
- 10月25日
  - 【大学】 明治神宮野球大会東北地区代表決定戦の1回戦の東北学院大学対青森大学戦で、青森が6回表の攻撃でベンチ入り登録されていなかった選手を代打に起用し、大会規定により没収試合が宣告され、9対0で東北学院の勝利となった[124]
  - 【KBO】韓国シリーズの第2戦は斗山ベアーズが延長13回に4点を挙げて三星ライオンズに5対1で勝利、試合時間5時間32分はポストシーズン最長[125]
- 10月27日
  - 【独立】日本女子プロ野球のヴィクトリアシリーズ第7戦は全イーストが3対1で全ウエストに勝利し、4勝3敗で優勝[126]
  - 【独立】JAバンク徳島スタジアムで開催された独立リーグのグランドチャンピオンシップ第4戦は、石川ミリオンスターズが延長13回に4-2で徳島インディゴソックスに勝ち、対戦成績を3勝1敗として2年ぶり2度目の独立リーグ日本一となった[127]。
- 10月28日
  - 【大学】東京六大学野球秋季リーグは明大が法大に延長12回、5対3で勝利し、2季連続26度目の優勝達成。33年ぶり6度目の連覇[128]
  - 【大学】東京六大学野球の立大の監督の大塚淳人が今季限りの退任を発表[129]

### 11月
- 11月1日 - 【KBO】韓国シリーズの第7戦が行われ、三星ライオンズが斗山ベアーズに7対3で勝利し、4勝3敗で3年連続6度目の優勝達成[130]
- 11月5日 - 【大学】東京六大学野球の慶大は新監督に助監督の竹内秀夫の就任を発表[131]
- 11月7日 - 【JABA】社会人野球日本選手権大会の決勝戦が京セラドームで行われ、新日鐵住金かずさマジックが富士重工に1対0で勝利し、初優勝達成[132]
- 11月8日 - 【国際】小久保裕紀が日本代表の監督となって初の対外試合となる、台湾代表との強化試合が台湾の新荘球場で行われ、4対2で勝利[133]
- 11月12日
  - 【社会人】セガサミーは元ロッテの初芝清が監督に就任することを発表[134]
  - 【高校】日本学生野球協会の審査室会議で富山商（富山）は下級生に暴力をして対外試合禁止処分をはじめ19件の処分を決めた[135]
- 11月13日 - 【独立】BCリーグの群馬ダイヤモンドペガサスは野手総合特別コーチに元阪急ブレーブスなどの松永浩美の就任を発表[136]
- 11月17日 - 【独立】BCリーグの信濃グランセローズは監督の岡本哲司の退任を発表、なお岡本は同日付でNPBオリックスの二軍監督に就任[137]
- 11月18日 - 【独立】四国アイランドリーグplusは香川オリーブガイナーズの桜井広大が現役引退したことを発表[138]
- 11月19日 - 【国際】台湾で行われているアジアシリーズの準決勝、統一セブンイレブン・ライオンズ（中華職業棒球大聯盟）対東北楽天ゴールデンイーグルス戦（日本プロ野球）は4対1で統一が勝利し、楽天は日本チームとして初の準決勝敗退[139]
- 11月20日
  - 【大学・高校】明治神宮野球大会の決勝戦（神宮球場）は、大学の部は亜細亜大学(東都大学)が明治大学（東京六大学）に2対1で勝利し、7年ぶり4度目の優勝達成[140]。高校の部は沖縄尚学高校が日大文理高校に9対8で勝利し、沖縄県として初優勝達成[141]
  - 【国際】アジアシリーズの決勝戦が行われ、キャンベラ・キャバルリー(オーストラリアン・ベースボールリーグ)が統一セブンイレブン・ライオンズ（中華職業棒球大聯盟）に14対4で勝利し、オーストラリアのチームとして初の優勝達成[142]
- 11月22日
  - 【独立】四国アイランドリーグplusの愛媛マンダリンパイレーツの新監督に、今季NPBのオリックスの二軍監督をつとめた弓岡敬二郎の就任を発表[143]
  - 【KBO、NPB】三星ライオンズの呉昇桓がNPB阪神タイガースに移籍[144]
- 11月25日 - 【独立】四国アイランドリーグplusの高知ファイティングドッグスの新監督に、今季同球団の球団アドバイザー兼総合コーチの弘田澄男の就任を発表[145]
- 11月27日 - 【KBO】斗山ベアーズの監督の金鎮旭が解任され、後任に二軍監督で元NPB近鉄バファローズでプレーしたこともある石山一秀が就任[146]
- 11月28日
  - 【独立】BCリーグの信濃グランセローズは新監督に今季選手で入団の大塚晶文の就任を発表[147]
  - 【台湾】中華職業棒球大聯盟のドラフト会議が開かれた。兄弟エレファンツは1位で前横浜DeNAベイスターズの鄭凱文、3位で前阪神タイガースの林威助をそれぞれ指名。Lamigoモンキーズは2位で前オリックスの許銘傑を指名。義大ライノズは2位で前読売ジャイアンツの林羿豪、3位で前福岡ソフトバンクホークスの蕭一傑をそれぞれ指名[146]

### 12月
- 12月2日
  - 【大学】首都大学野球連盟は来季よりこれまでの勝ち点制から2回戦総当たりの勝率で順位を決めることを決定。また1部は現行の6チームから8チームに増やし、今秋季2部で1位の東京経済大学と、同2位の桜美林大学が1部に昇格[148]
  - 【大学】東京六大学の立教大学は監督の大塚淳人が任期満了の退任に伴い、2014年1月1日付で同大学OBの溝口智成が監督に就任することを発表[149]
  - 【KBO】LGツインズは前斗山ベアーズの金善宇と契約したことを発表[150]
- 12月3日 - 【台湾】兄弟エレファンツが中信グループに買収されることが発表、同グループはかつて中信ホエールズを所有しており（賭博事件で2008年解散）、5年ぶりの球団所有となる[150]
- 12月4日 - 【独立】BCリーグの富山サンダーバーズは新監督に元NPB近鉄、楽天などの吉岡雄二の就任が内定したことを発表[151]
- 12月6日
  - 【独立】BCリーグのドラフト会議が行われ、信濃グランセローズが東京大学の井坂肇を指名。独立リーグからの東大出身選手の指名は初[152]
  - 【NPB・MLB】NPB球団からMLB球団への移籍に関するポスティングシステムの新制度が明らかとなり、MLB球団が決めていた入札額を、NPB球団が上限を20億円として決められることになった[153]
  - 【大学】仁川地検特捜部はLGツインズの元監督で延生大学の監督の李光殷を同大学の不正入試に関与した疑いで逮捕したことを発表[150]
- 12月9日 - 【独立】BCリーグの新潟アルビレックスBCは、前NPB東北楽天ゴールデンイーグルスの高須洋介の選手兼任コーチでの入団を発表[154]
- 12月12日 - 【独立】関西独立リーグの紀州レンジャーズはリーグからの脱退を発表、残る2球団の兵庫ブルーサンダーズと06BULLSがすでに脱退届を提出していたことも明らかにし、リーグは事実上消滅した[155]。
- 12月19日 - 【独立】関西独立リーグを脱退した兵庫ブルーサンダーズと06BULLSは、新たなリーグとしてBASEBALL FIRST LEAGUE（ベースボール・ファースト・リーグ）を設立したことを発表[156][157]。
- 12月24日 - 【独立】BCリーグは、埼玉県（主に熊谷市を中心とした県北）を本拠地とする新球団「MUSASHI HEAT BEARS」（ムサシ ヒート ベアーズ）が2015年からの加入を目指して設立準備に入ったことを発表した[158]。
- 12月30日 - 【独立】四国アイランドリーグplusの徳島インディゴソックスは、守備走塁コーチに元NPB近鉄の武藤孝司が就任することを発表[159]。

## 競技結果

### 国際大会

#### WBC
| 順位                        | チーム               | 試合 | 勝数 | 敗数 | 得点 | 失点 | 得失点率 |
| --------------------------- | -------------------- | ---- | ---- | ---- | ---- | ---- | -------- |
| 1                           | ドミニカ共和国       | 8    | 8    | 0    | 36   | 14   | –        |
| 2                           | プエルトリコ         | 9    | 5    | 4    | 23   | 26   | –        |
| ベスト4（準決勝敗退）       |                      |      |      |      |      |      |          |
| 3                           | 日本                 | 7    | 5    | 2    | 44   | 27   | –        |
| 4                           | オランダ             | 8    | 4    | 4    | 36   | 47   | –        |
| ベスト8（第2ラウンド敗退）  |                      |      |      |      |      |      |          |
| 5                           | キューバ             | 6    | 4    | 2    | 45   | 18   | –        |
| 6                           | アメリカ             | 6    | 3    | 3    | 28   | 19   | -        |
| 7                           | イタリア             | 5    | 2    | 3    | 29   | 24   | 0.103    |
| 8                           | チャイニーズタイペイ | 5    | 2    | 3    | 17   | 25   | -0.190   |
| ベスト16（第1ラウンド敗退） |                      |      |      |      |      |      |          |
| 9                           | 韓国                 | 3    | 2    | 1    | 9    | 7    | 0.077    |
| 10                          | ベネズエラ           | 3    | 1    | 2    | 17   | 21   | -0.154   |
| 11                          | メキシコ             | 3    | 1    | 2    | 13   | 18   | -0.185   |
| 12                          | カナダ               | 3    | 1    | 2    | 18   | 26   | -0.308   |
| 13                          | 中国                 | 3    | 1    | 2    | 7    | 19   | -0.534   |
| 14                          | ブラジル             | 3    | 0    | 3    | 7    | 15   | -0.318   |
| 15                          | スペイン             | 3    | 0    | 3    | 9    | 20   | -0.467   |
| 16                          | オーストラリア       | 3    | 0    | 3    | 2    | 14   | -0.486   |

#### アジアシリーズ
決勝戦
- キャンベラ・キャバルリー(オーストラリアン・ベースボールリーグ) 14対1 統一セブンイレブン・ライオンズ（中華職業棒球大聯盟）

オーストラリアのチームとして初優勝

### 独立リーグ（日本）

#### 四国アイランドリーグplus
|      | 前期                       | 前期 | 前期 | 前期 | 前期 | 前期 | 後期                       | 後期 | 後期 | 後期 | 後期 | 後期 |
| 順位 | 球団                       | 勝   | 敗   | 分   | 勝率 | 差   | 球団                       | 勝   | 敗   | 分   | 勝率 | 差   |
| ---- | -------------------------- | ---- | ---- | ---- | ---- | ---- | -------------------------- | ---- | ---- | ---- | ---- | ---- |
| 優勝 | 香川オリーブガイナーズ     | 22   | 14   | 4    | .611 | -    | 徳島インディゴソックス     | 24   | 9    | 7    | .727 | -    |
| 2位  | 徳島インディゴソックス     | 20   | 17   | 3    | .541 | 2.5  | 愛媛マンダリンパイレーツ   | 23   | 13   | 4    | .639 | 2.5  |
| 3位  | 愛媛マンダリンパイレーツ   | 19   | 18   | 3    | .514 | 1.0  | 香川オリーブガイナーズ     | 16   | 21   | 3    | .432 | 7.5  |
| 4位  | 高知ファイティングドッグス | 14   | 23   | 3    | .378 | 5.0  | 高知ファイティングドッグス | 9    | 26   | 5    | .257 | 6.0  |

##### リーグチャンピオンシップ
- 9月28日〜10月5日、レクザム、オロナミンC

第1戦 徳島 5 - 1 香川
第2戦 徳島 2 - 0 香川
第3戦 徳島 8 - 0 香川
（徳島は2年ぶり2度目の総合優勝）

#### ベースボール・チャレンジ・リーグ
| 上信越地区 | 上信越地区               | 上信越地区 | 上信越地区 | 上信越地区 | 上信越地区 | 上信越地区 | 上信越地区               | 上信越地区 | 上信越地区 | 上信越地区 | 上信越地区 | 上信越地区 |
|            | 前期                     | 前期       | 前期       | 前期       | 前期       | 前期       | 後期                     | 後期       | 後期       | 後期       | 後期       | 後期       |
| 順位       | 球団                     | 勝         | 敗         | 分         | 勝率       | 差         | 球団                     | 勝         | 敗         | 分         | 勝率       | 差         |
| ---------- | ------------------------ | ---------- | ---------- | ---------- | ---------- | ---------- | ------------------------ | ---------- | ---------- | ---------- | ---------- | ---------- |
| 優勝       | 新潟アルビレックスBC     | 26         | 9          | 1          | .743       | -          | 新潟アルビレックスBC     | 26         | 7          | 3          | .788       | -          |
| 2位        | 群馬ダイヤモンドペガサス | 16         | 18         | 2          | .471       | 9.5        | 信濃グランセローズ       | 18         | 18         | 0          | .500       | 9.5        |
| 3位        | 信濃グランセローズ       | 13         | 22         | 1          | .371       | 3.5        | 群馬ダイヤモンドペガサス | 15         | 19         | 2          | .441       | 2.0        |

| 北陸地区 | 北陸地区                 | 北陸地区 | 北陸地区 | 北陸地区 | 北陸地区 | 北陸地区 | 北陸地区                 | 北陸地区 | 北陸地区 | 北陸地区 | 北陸地区 | 北陸地区 |
|          | 前期                     | 前期     | 前期     | 前期     | 前期     | 前期     | 後期                     | 後期     | 後期     | 後期     | 後期     | 後期     |
| 順位     | 球団                     | 勝       | 敗       | 分       | 勝率     | 差       | 球団                     | 勝       | 敗       | 分       | 勝率     | 差       |
| -------- | ------------------------ | -------- | -------- | -------- | -------- | -------- | ------------------------ | -------- | -------- | -------- | -------- | -------- |
| 優勝     | 石川ミリオンスターズ     | 19       | 14       | 3        | .576     | -        | 福井ミラクルエレファンツ | 17       | 16       | 3        | .515     | -        |
| 2位      | 富山サンダーバーズ       | 20       | 15       | 1        | .571     | 0.0      | 富山サンダーバーズ       | 15       | 20       | 1        | .429     | 3.0      |
| 3位      | 福井ミラクルエレファンツ | 8        | 24       | 0        | .250     | 10.5     | 石川ミリオンスターズ     | 15       | 21       | 0        | .417     | 0.5      |

##### プレーオフシリーズ
- 上信越地区 9月28日（長岡市悠久山野球場）

第1戦 新潟 3 - 1 群馬
- 北陸地区 第1戦9月28日・第3戦9月30日（石川県立野球場）、第2戦9月29日・第4戦10月1日（福井フェニックススタジアム）

第1戦 福井 1 - 0 石川
第2戦 福井 4 - 4 石川
第3戦 石川 2 - 1 福井
第4戦 石川 7 - 2 福井
- リーグチャンピオンシップ 10月5日・10月6日（弁慶スタジアム）、10月13日（HARD OFF ECOスタジアム新潟）

第1戦 石川 2 - 1 新潟
第2戦 石川 5 - 3 新潟
第3戦 石川 3 - 0 新潟
（石川は2年ぶり3回目の優勝）

#### グランドチャンピオンシップ
第1戦 徳島 2 - 1 石川（10月19日、金沢市民球場）
第2戦 石川 7 - 3 徳島（10月21日、金沢市民球場）
第3戦 石川 5 - 2 徳島（10月26日、JAバンク徳島スタジアム）
第4戦 石川 4 - 2 徳島（10月27日、JAバンク徳島スタジアム）
- （石川は2年ぶり2回目の優勝）

#### 関西独立リーグ
|      | 前期                 | 前期 | 前期 | 前期 | 前期 | 前期 | 後期                 | 後期 | 後期 | 後期 | 後期 | 後期 |
| 順位 | 球団                 | 勝   | 敗   | 分   | 勝率 | 差   | 球団                 | 勝   | 敗   | 分   | 勝率 | 差   |
| ---- | -------------------- | ---- | ---- | ---- | ---- | ---- | -------------------- | ---- | ---- | ---- | ---- | ---- |
| 優勝 | 兵庫ブルーサンダーズ | 18   | 11   | 3    | .621 | -    | 06BULLS              | 21   | 8    | 2    | .724 | -    |
| 2位  | 06BULLS              | 15   | 15   | 2    | .500 | 3.5  | 兵庫ブルーサンダーズ | 13   | 16   | 2    | .448 | 8.0  |
| 3位  | 紀州レンジャーズ     | 11   | 18   | 3    | .379 | 3.5  | 紀州レンジャーズ     | 10   | 20   | 2    | .310 | 6.5  |

##### 年間チャンピオンシップ
- 11月1日〜11月7日、キッピー・豊中ローズ・花園セントラルスタジアム

第1戦 06 7 - 1 兵庫
第2戦 兵庫 6 - 5 06
第3戦 06 2 - 1 兵庫
第4戦 06 5 - 4 兵庫
（06は2年連続2回目の総合優勝）

#### 日本女子プロ野球機構
この年から前年までのリーグ戦に代わり、ティアラカップとヴィクトリアシリーズの2本立てで試合を行った。
ティアラカップは4チームによるトーナメント戦（第1日：1回戦、第2日：3位決定戦・決勝戦）を計19回（各チーム38試合）行う。優勝回数により順位を決定し上位2チームが年間女王決定戦に進出する。優勝回数が同じ場合は勝率が上のチームを、勝率も同じ場合は直接対決の成績が上のチームを上位とする。年間女王決定戦は最高2試合制で、レギュラーシーズン1位のチームは1勝、2位のチームは2勝が年間女王の条件となる。
ヴィクトリアシリーズでは4チームを東西2チームに統合し、9試合（実際には2試合が中止となったため7試合）のリーグ戦を行って勝率が上のチームを優勝とする。

##### ティアラカップ
| 順位 | 球団                   | 勝 | 敗 | 分 | 勝率 | 優勝 | 2位 | 3位 | 4位 |
| ---- | ---------------------- | -- | -- | -- | ---- | ---- | --- | --- | --- |
| 1位  | イースト・アストライア | 24 | 9  | 5  | .727 | 8    | 4   | 7   | 0   |
| 2位  | ウエスト・フローラ     | 20 | 13 | 5  | .606 | 7    | 3   | 7   | 2   |
| 3位  | サウス・ディオーネ     | 16 | 20 | 2  | .444 | 4    | 7   | 2   | 6   |
| 4位  | ノース・レイア         | 8  | 26 | 4  | .235 | 0    | 5   | 5   | 9   |

上位2チームが年間女王決定戦に進出。3位決定戦が引き分けの場合は両チーム3位と扱われるため、3位と4位の回数の合計は一致していない。またリーグ公式サイト上の順位表は年間女王決定戦の勝敗も合算しているため、1位・2位の勝敗・勝率は上の表と差異が生じる。
- 年間女王決定戦 第1戦11月9日（埼玉県営大宮球場）

第1戦 アストライア9 - 0フローラ
（アストライアは年間女王）
※第1戦にフローラが勝利した場合は、10日に第2戦をさいたま市営大宮球場で行う予定であった。

##### ヴィクトリアシリーズ
| 順位 | 球団                | 勝 | 敗 | 分 | 勝率 | 差  |
| ---- | ------------------- | -- | -- | -- | ---- | --- |
| 優勝 | オールイーストJAPAN | 4  | 3  | 0  | .571 | -   |
| 2位  | オールウエストJAPAN | 3  | 4  | 0  | .429 | 1.0 |

オールウエストはフローラ・ディオーネ、オールイーストはアストライア・レイアの混成チームである。

### 社会人野球
- 第84回都市対抗野球大会（7月12日〜23日；東京ドーム）
優勝：JX-ENEOS（2年連続11回目）
- 第38回全日本クラブ野球選手権大会（9月6日〜9日；西武ドーム）
優勝：和歌山箕島球友会（7年ぶり2回目）
- ナショナルクラブベースボールシリーズ
  - 第6回東日本クラブカップ（9月28日・29日；青森県営）

優勝：三菱製紙八戸クラブ（初優勝）
  - 第6回中日本クラブカップ（9月28日・29日；HARD OFF ECO新潟）

優勝：浜松ケイ・スポーツベースボールクラブ（初優勝）
  - 第6回西日本クラブカップ（9月14日・15日；三木山）

優勝なし（台風の影響による）
- 第39回社会人野球日本選手権大会（10月28日〜11月7日；京セラドーム大阪）
優勝：新日鐵住金かずさマジック（初優勝）
- 主要地区連盟主催大会（日本選手権対象大会）
  - 第68回JABA東京スポニチ大会（3月11日〜14日；神宮、大田、岩槻川通）

優勝：Honda（初優勝）
  - 第60回JABA静岡大会（4月4日〜9日；浜松、清水庵原）

優勝：JR東海（初優勝）
  - 第42回JABA四国大会（4月5日〜9日；坊っちゃん・マドンナ）

優勝：JR東日本（初優勝）
  - 第36回JABA日立市長杯争奪大会（4月11日〜14日；日立市民、日立会瀬）

優勝：三菱重工神戸（初優勝）
  - 第56回JABA岡山大会（4月12日〜16日；倉敷マスカット・同補助）

優勝：JR東日本（初優勝）
  - 第55回JABA長野県知事旗争奪野球大会（4月12日〜15日；オリンピック、長野県営）

優勝：新日鐵住金かずさマジック（7年ぶり2回目）
  - 第64回JABA京都大会（4月27日〜5月2日；わかさスタジアム京都、皇子山）

優勝：日本生命（7年ぶり9回目）
  - 第66回JABAベーブルース杯争奪大会（5月2日〜5日；長良川、大垣北）

優勝：JR東海（14年ぶり2回目）
  - 第66回JABA九州大会（5月6日〜12日；北九州大谷、北九州市民）

優勝：Honda熊本（初優勝）
  - 第44回JABA東北大会（5月8日〜12日；仙台市民、石巻、利府）

優勝：JX-ENEOS（3年ぶり2回目）
  - 第55回JABA北海道大会（8月12日〜15日；円山、野幌）

優勝：NTT西日本（初優勝）

### 大学野球
- 第62回全日本大学野球選手権大会（6月11日〜16日；神宮、東京ドーム）

決勝 上武大（関甲新） 6-5 亜大（東都）
（上武大は初優勝、関甲新学生野球連盟加盟校としても初優勝）
- 第44回明治神宮野球大会大学の部

決勝亜大（東都） 2-1 明大（東京六大学）
- 各大学リーグ結果（太字は大学選手権、明治神宮大会出場権を得た大学）
  - 北海道学生野球連盟
1部春季優勝：東農大北海道オホーツク
2部春季優勝：釧路公立大
1部秋季優勝：東農大北海道オホーツク
2部秋季優勝：北教大旭川校
  - 札幌学生野球連盟
1部春季優勝：道都大
2部春季優勝：北教大岩見沢校
3部春季優勝：北工大
1部秋季優勝：道都大
2部秋季優勝：札幌学院大
3部秋季優勝：北教大札幌校
  - 北東北大学野球連盟
1部春季優勝：富士大
2部春季優勝：弘前大
3部春季優勝：ノースアジア大
1部秋季優勝：八戸学院大
2部秋季優勝：八戸工大
3部秋季優勝：岩手医科大
  - 仙台六大学野球連盟
春季優勝：東北福祉大
秋季優勝：東北福祉大
  - 南東北大学野球連盟
1部春季優勝：東日本国際大
2部春季優勝：福島大
1部秋季優勝：東日本国際大
2部秋季優勝：山形大工学部
  - 千葉県大学野球連盟
1部春季優勝：東京情報大
2部春季優勝：清和大
3部春季優勝：帝京平成大
1部秋季優勝：城西国際大
2部秋季優勝：中央学院大
3部秋季優勝：帝京平成大
  - 関甲新学生野球連盟
1部春季優勝：上武大
2部春季優勝：松本大
3部春季優勝：信大
1部秋季優勝：上武大
2部秋季優勝：宇都宮大
3部秋季優勝：山梨大
  - 東京新大学野球連盟
1部春季優勝：創価大
2部春季優勝：東京学芸大
3部春季優勝：東洋学園大
4部春季優勝：東京電機大
1部秋季優勝：創価大
2部秋季優勝：高千穂大
3部秋季優勝：工学院大
4部秋季優勝：電気通信大
  - 東京六大学野球連盟
春季優勝：明大
秋季優勝：明大
  - 東都大学野球連盟
1部春季優勝：亜大
2部春季優勝：拓大
3部春季優勝：順大
4部春季優勝：東京都市大
1部秋季優勝：亜大
2部秋季優勝：東洋大
3部秋季優勝：大正大
4部秋季優勝：一橋大
  - 首都大学野球連盟
1部春季優勝：日体大
2部春季優勝：桜美林大
1部秋季優勝：東海大
2部秋季優勝：東京経済大
  - 神奈川大学野球連盟
1部春季優勝：桐蔭横浜大
2部春季優勝：松蔭大
1部秋季優勝：桐蔭横浜大
2部秋季優勝：鶴見大
  - 愛知大学野球連盟
1部春季優勝：愛知大
2部春季優勝：中京大
3部春季優勝：愛知東邦大
1部秋季優勝：中京大
2部秋季優勝：日福大
3部秋季優勝：名院大
  - 東海地区大学野球連盟
    - 岐阜学生野球連盟春季優勝：中部学院大
    - 三重学生野球連盟春季優勝：四日市大
    - 静岡学生野球連盟春季優勝：日大国際関係学部
    - 岐阜学生野球連盟秋季優勝：中部学院大
    - 三重学生野球連盟秋季優勝：四日市大
    - 静岡学生野球連盟秋季優勝：日大国際関係学部

  - 北陸大学野球連盟
1部春季優勝：福井工大
2部春季優勝：富山国際大
1部秋季優勝：福井工大
2部秋季優勝：富山国際大
  - 関西学生野球連盟
春季優勝：近大
秋季優勝：関学大
  - 関西六大学野球連盟
春季優勝：京産大
秋季優勝：大産大
  - 阪神大学野球連盟
1部春季優勝：天理大
2部東リーグ春季優勝：帝塚山大
2部西リーグ春季優勝：姫路獨協大
1部秋季優勝：大体大
2部東リーグ秋季優勝：帝塚山大
2部西リーグ秋季優勝：姫路獨協大
  - 近畿学生野球連盟
1部春季優勝：奈良産大
2部春季優勝：阪南大
3部春季優勝：羽衣国際大
1部秋季優勝：奈良産大
2部秋季優勝：大体大
3部秋季優勝：兵庫県立大
  - 京滋大学野球連盟
1部春季優勝：京都学園大
2部春季優勝：滋賀大
1部秋季優勝：京都学園大
2部秋季優勝：京都教大
  - 広島六大学野球連盟
春季優勝：近大工学部
秋季優勝：近大工学部
  - 中国地区大学野球連盟
1部春季優勝：吉備国際大
2部春季優勝：山口福祉文化大
3部春季優勝：岡山県立大
4部春季優勝：倉敷芸術科学大
1部秋季優勝：徳山大
2部秋季優勝：環太平洋大
3部秋季優勝：島根県立大
4部秋季優勝：鳥取大
  - 四国地区大学野球連盟
1部春季優勝：四国学院大
2部春季優勝：高知工科大
1部秋季優勝：松山大
2部秋季優勝：徳島大
  - 九州六大学野球連盟
春季優勝：福岡大
秋季優勝：福岡大
  - 福岡六大学野球連盟
春季優勝：福岡工業大
秋季優勝：福岡工業大
  - 九州地区大学野球連盟
    - 福岡・長崎県リーグ春季優勝：西日本工大
    - 大分県リーグ春季優勝：日本文理大
    - 熊本県リーグ春季優勝：東海大九州キャンパス
    - 宮崎県リーグ春季優勝：宮崎産経大
    - 鹿児島県リーグ春季優勝：第一工大
    - 沖縄県リーグ春季優勝：沖縄大
    - 福岡・長崎県リーグ秋季優勝：西日本工大
    - 大分県リーグ秋季優勝：日本文理大
    - 熊本県リーグ秋季優勝：東海大九州キャンパス
    - 宮崎県リーグ秋季優勝：宮崎産経大
    - 鹿児島県リーグ秋季優勝：第一工大
    - 沖縄県リーグ秋季優勝：名桜大

### 高校野球
- 第85回記念選抜高等学校野球大会
  - 優勝：浦和学院（埼玉県） 準優勝： 済美（愛媛県）
- 第95回全国高等学校野球選手権大会
  - 優勝：前橋育英（群馬県） 準優勝：延岡学園（宮崎県）

## 死去
- 1月2日 - 高野裕良（元読売ジャイアンツ、金星スターズ、大映スターズ、大洋ホエールズ、洋松ロビンズ投手  *1924年）[160]
- 1月6日（遺体発見） - 趙成珉（元読売ジャイアンツ、ハンファ・イーグルス投手、元斗山ベアーズ二軍投手コーチ *1973年）[161]
- 1月8日 - 古角俊郎（元和歌山県立新宮高校監督 *1921年）[162]
- 1月18日 - アール・ウィーバー（元ボルチモア・オリオールズ監督 *1930年）[163]
- 1月19日 - スタン・ミュージアル（元セントルイス・カージナルス外野手 *1920年）[164]
- 2月2日 - 大下正忠（元読売ジャイアンツ内野手）[165]
- 2月21日 - 山田勝久（横浜南共済病院名誉院長、横浜DeNAベイスターズチームドクター）[166]
- 3月16日 - ヤディエル・ペドロソ（2013 ワールド・ベースボール・クラシック・キューバ代表投手 *1986年）[29]
- 3月23日 - 萩原宏久（元日大三高監督、元読売ジャイアンツチーフトレーナー *1944年）[167]
- 4月2日 - 平田英之（元広島東洋カープ、ロッテオリオンズ投手 * 1954年）[168]
- 4月12日 - 大友工（元読売ジャイアンツ投手 *1925年）[169]
- 4月24日 - 一色俊作（元愛媛県立松山商業高校監督【1969年夏大会決勝、延長18回再試合で優勝】 *1937年）[170]
- 4月24日 - 長谷川一夫（元大毎オリオンズ、東京オリオンズ、ロッテオリオンズ、クラウンライターライオンズ、西武ライオンズ外野手 *1945年）[171]
- 4月27日 - アニマル・レスリー（元シンシナティ・レッズ、ミルウォーキー・ブルワーズ、阪急ブレーブス投手 *1958年）[172]
- 4月28日 - 大脇照夫（元国鉄スワローズ投手 *1930年）[173]
- 4月29日 - 内藤博文（元読売ジャイアンツ内野手 *1931年）[174]
- 5月20日 - 山崎弘美（元読売ジャイアンツ捕手、巨人チームマネージャー *1932年）[175]
- 6月2日 - 相馬勝也（埼玉西武ライオンズファームディレクター補佐兼育成担当、元西武捕手 *1963年）[176]
- 6月13日 - 尾崎行雄（元東映フライヤーズ、日拓ホームフライヤーズ投手 *1944年）[177]
- 6月22日 - 渡辺誠太郎（元大阪タイガース・松竹ロビンスの投手 *1922年）[178]
- 6月23日 - ジャスティン・ミラー（元千葉ロッテマリーンズ、ロサンゼルス・ドジャース等投手 *1977年）[179]
- 7月1日 - 武智文雄（元近鉄バファローズ投手 *1926年）[180]
- 7月3日 - 倉島今朝徳（元ヤクルトスワローズ捕手、一塁手、同球団元専務 *1940年）[181]
- 7月13日 - 望月市男（元岩倉高等学校野球部監督、第56回選抜高等学校野球大会優勝）[182]
- 7月15日 - 石井晶（元阪急ブレーブス内野手、元阪神タイガース2軍監督 *1939年）[183]
- 8月24日 - 土橋正幸（元東映フライヤーズ投手、元ヤクルトスワローズ、日拓ホームフライヤーズ、日本ハムファイターズ監督 *1935年）[184]
- 8月28日 - 五十嵐辰馬（元読売ジャイアンツ外野手 *1930年）[185]
- 9月19日 - 山内溥（元シアトル・マリナーズオーナー *1927年）[186]
- 10月9日 - アンディ・パフコ（元シカゴ・カブス外野手 *1921年）[187]
- 10月14日 - ウォーリー・ベル（MLB審判員[188]）[189]
- 10月21日 - 笠井和彦（福岡ソフトバンクホークス球団社長兼オーナー代行）[190]
- 10月28日 - 川上哲治（元読売ジャイアンツ内野手、監督 *1920年）[191]